# アンドレア・フラバーチコバ
アンドレア・フラバーチコバ（Andrea Hlaváčkováチェコ語発音: [ˈandrɛa ˈɦlavaːtʃkovaː] 、1986年8月10日 - ）は、チェコ・プルゼニ出身の女子プロテニス選手。2011年の全仏オープンと2013年の全米オープン女子ダブルスで、ルーシー・ハラデツカと組んで優勝した。2012年ロンドン五輪の女子ダブルス銀メダルも獲得している。自己最高ランキングはシングルス58位、ダブルス3位。これまでにWTAツアーでシングルスの優勝はないが、ダブルスで27勝を挙げている。右利き、バックハンド・ストロークは両手打ち。身長174cm、体重62kg。「フラバコバ」の表記揺れも多い。2018年からは夫の姓を併用してアンドレア・セスティニ・フラバーチコバ（Andrea Sestini Hlaváčková）と名乗っている。

## 来歴
曽祖父の代から続くピルスナー醸造家の家に生まれたフラバーチコバは3歳からテニスを始め、2004年にプロに転向。しばらくはITFのサーキット大会での下積みが続いた。2007年5月の地元プラハの大会でペトラ・チェトコフスカと組んだダブルスでツアー初優勝した。

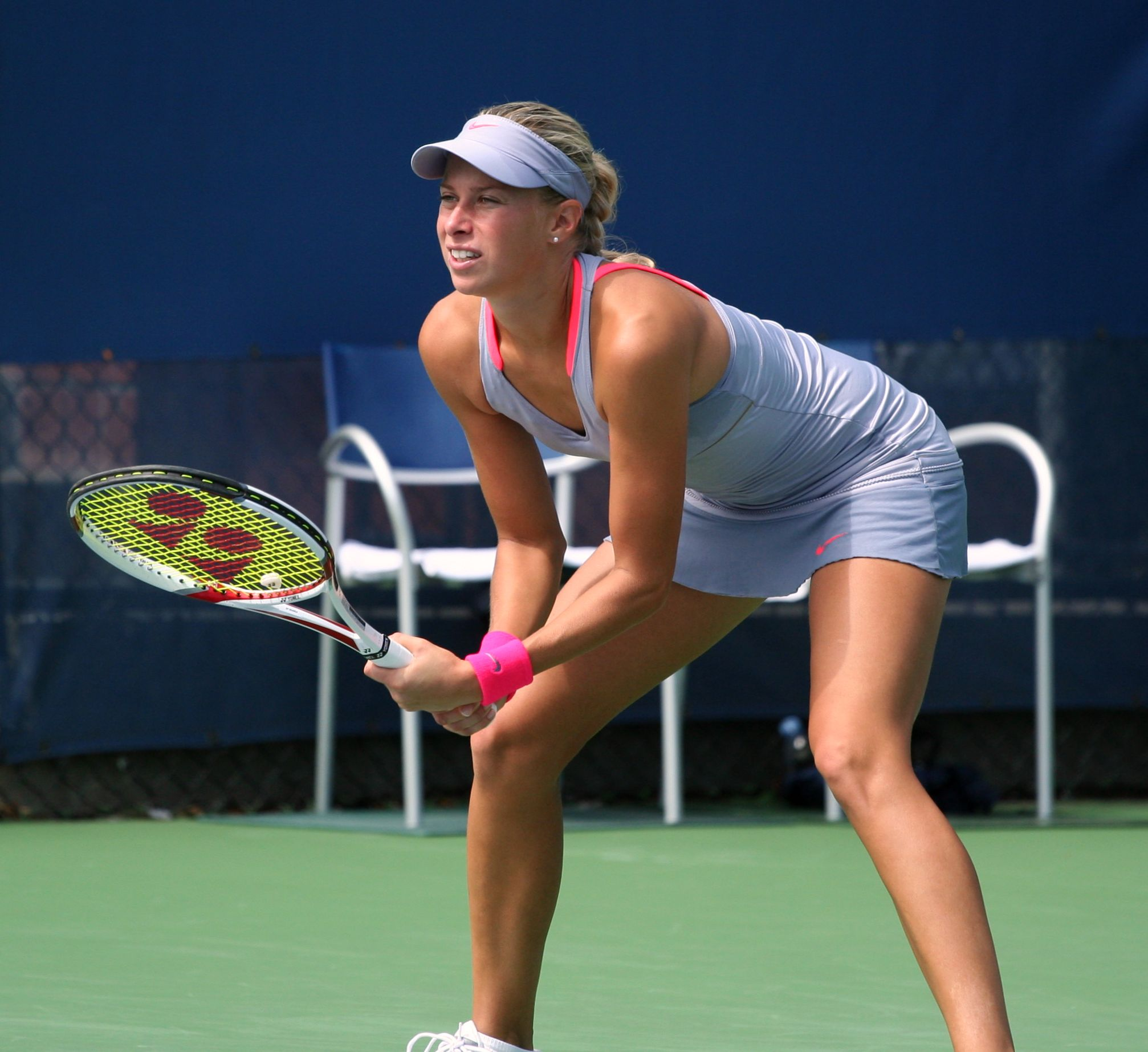
2011年全米オープンにて

2011年全仏オープン女子ダブルスでルーシー・ハラデツカと組みノーシードから決勝に進出し、サニア・ミルザ&エレーナ・ベスニナ組を 6–4, 6–3 で破り4大大会ダブルスタイトルを獲得した。(フラバーチコバはこれまで4大大会でベスト8以上に進出したもなかった。）
2012年はルーシー・ハラデツカとのダブルスで全豪オープンと全仏オープンでベスト4に進出した。ウィンブルドンでは4大大会2度目の決勝に進出した。決勝ではセリーナ・ウィリアムズ&ビーナス・ウィリアムズ組に 5–7, 4–6 で敗れ準優勝となった。ロンドン五輪でオリンピックに初出場。女子ダブルス準決勝で第1シードのリサ・レイモンド&リーゼル・フーバー組を 6–1, 7–6 で破り決勝に進出した。決勝ではウィリアムズ姉妹組に 4–6, 4–6 で敗れ銀メダルを獲得している。全米オープンでも決勝に進出しサラ・エラニ&ロベルタ・ビンチ組に 4–6, 2–6 で敗れウィンブルドンに続き準優勝となった。最終戦のWTAツアー選手権にも出場しダブルス決勝でマリア・キリレンコ&ナディア・ペトロワ組に 1-6, 4–6 で敗れ準優勝となった。
2013年全米オープンではベラルーシのマックス・ミルヌイと組んだ混合ダブルスで決勝に進出し、アビゲイル・スピアーズ&サンティアゴ・ゴンサレス組を 7-6(5), 6–3 で破って優勝し初の混合ダブルスタイトルを獲得した。ハラデツカとの女子ダブルスでも決勝でオーストラリアのアシュリー・バーティ&ケーシー・デラクア組を 6–7(4), 6–1, 6–4 で破りダブルス2冠を獲得した。
シングルスでは2012年全米オープンの3回戦で第14シードのマリア・キリレンコを 5–7, 6–4, 6–4 で破り4回戦に進出した。4回戦ではセリーナ・ウィリアムズに 0–6, 0–6 で完敗した。2013年7月のバートガシュタイン大会でツアー初の決勝に進出したが、イボンヌ・モイスブルガーに 5–7, 2–6 で敗れ準優勝となった。
フラバーチコバは2017年に結婚し2018年からは夫の姓を併用してアンドレア・セスティニ・フラバーチコバ（Andrea Sestini Hlaváčková）と名乗るようになった。 

## WTAツアー決勝進出結果

### シングルス: 1回 (0勝1敗)
| 大会グレード                  |
| ----------------------------- |
| グランドスラム (0-0)          |
| WTAファイナルズ (0-0)         |
| プレミア・マンダトリー (0-0)  |
| プレミア5 (0-0)               |
| WTAエリート・トロフィー (0-0) |
| プレミア (0–0)                |
| インターナショナル (0–1)      |

| 結果   | No. | 決勝日        | 大会               | サーフェス | 対戦相手                 | スコア   |
| ------ | --- | ------------- | ------------------ | ---------- | ------------------------ | -------- |
| 準優勝 | 1.  | 2013年7月21日 | バートガシュタイン | クレー     | イボンヌ・モイスブルガー | 5–7, 2–6 |

### ダブルス: 50回 (27勝23敗)
| 大会グレード          | 大会グレード                 |
| 2008年以前            | 2009年以後                   |
| --------------------- | ---------------------------- |
| グランドスラム (2–4)  |                              |
| オリンピック (0–1)    |                              |
| WTAファイナルズ (1-1) |                              |
| ティア I (0–0)        | プレミア・マンダトリー (2–2) |
| ティア I (0–0)        | プレミア5 (1-3)              |
| ティア II (0–0)       | プレミア (4–6)               |
| ティア III (1–0)      | インターナショナル (14–6)    |
| ティア IV ＆ V (2–0)  | インターナショナル (14–6)    |

| 結果   | No. | 決勝日         | 大会               | サーフェス        | パートナー               | 対戦相手                                              | スコア               |
| ------ | --- | -------------- | ------------------ | ----------------- | ------------------------ | ----------------------------------------------------- | -------------------- |
| 優勝   | 1.  | 2007年5月13日  | プラハ             | クレー            | ペトラ・チェトコフスカ   | 季春美 孫勝男                                         | 7–6(9–7), 6–2        |
| 優勝   | 2.  | 2008年5月3日   | プラハ             | クレー            | ルーシー・ハラデツカ     | ジル・クレイバス ミハエラ・クライチェク               | 1–6, 6–3, [10–6]     |
| 優勝   | 3.  | 2008年7月20日  | バートガシュタイン | クレー            | ルーシー・ハラデツカ     | セシル・カラタンチェワ ナターシャ・ゾリッチ           | 6–3, 6–3             |
| 優勝   | 4.  | 2009年7月26日  | バートガシュタイン | ハード            | ルーシー・ハラデツカ     | タチヤナ・マレック アンドレア・ペトコビッチ           | 6–2, 6–4             |
| 優勝   | 5.  | 2010年1月9日   | ブリスベン         | ハード            | ルーシー・ハラデツカ     | メリンダ・ツィンク アランチャ・パラ・サントンハ       | 2–6, 7–6(3), [10–4]  |
| 準優勝 | 1.  | 2011年2月19日  | メンフィス         | ハード (室内)     | ルーシー・ハラデツカ     | オリガ・ゴボツォワ アーラ・クドゥリャフツェワ         | 3–6, 6–4, [8–10]     |
| 優勝   | 6.  | 2011年4月24日  | フェズ             | クレー            | レナタ・ボラコバ         | ニーナ・ブラチコワ サンドラ・クレメンシッツ           | 6–3, 6–4             |
| 優勝   | 7.  | 2011年5月21日  | ブリュッセル       | クレー            | ガリナ・ボスコボワ       | クラウディア・ヤンス アリシア・ロソルスカ             | 3–6, 6–0, [10–5]     |
| 優勝   | 8.  | 2011年6月3日   | 全仏オープン       | クレー            | ルーシー・ハラデツカ     | サニア・ミルザ エレーナ・ベスニナ                     | 6–4, 6–3             |
| 準優勝 | 2.  | 2011年7月16日  | パレルモ           | クレー            | クララ・ザコパロバ       | サラ・エラニ ロベルタ・ビンチ                         | 5–7, 1–6             |
| 優勝   | 9.  | 2012年1月7日   | オークランド       | ハード            | ルーシー・ハラデツカ     | ユリア・ゲルゲス フラビア・ペンネッタ                 | 6–7(2), 6–2, [10–7]  |
| 優勝   | 10. | 2012年2月25日  | メンフィス         | ハード (室内)     | ルーシー・ハラデツカ     | ベラ・ドゥシェビナ オリガ・ゴボツォワ                 | 6–3, 6–4             |
| 準優勝 | 3.  | 2012年7月7日   | ウィンブルドン     | 芝                | ルーシー・ハラデツカ     | セリーナ・ウィリアムズ ビーナス・ウィリアムズ         | 5–7, 4–6             |
| 準優勝 | 4.  | 2012年8月4日   | ロンドン五輪       | 芝                | ルーシー・ハラデツカ     | セリーナ・ウィリアムズ ビーナス・ウィリアムズ         | 4–6, 4–6             |
| 優勝   | 11. | 2012年8月19日  | シンシナティ       | ハード            | ルーシー・ハラデツカ     | カタリナ・スレボトニク 鄭潔                           | 6–1, 6–3             |
| 準優勝 | 5.  | 2012年8月25日  | ニューヘイブン     | ハード            | ルーシー・ハラデツカ     | リーゼル・フーバー リサ・レイモンド                   | 6–4, 0–6, [4–10]     |
| 準優勝 | 6.  | 2012年9月9日   | 全米オープン       | ハード            | ルーシー・ハラデツカ     | サラ・エラニ ロベルタ・ビンチ                         | 4–6, 2–6             |
| 優勝   | 12. | 2012年10月21日 | ルクセンブルク     | ハード (室内)     | ルーシー・ハラデツカ     | イリーナ＝カメリア・ベグ モニカ・ニクレスク           | 6–3, 6–4             |
| 準優勝 | 7.  | 2012年10月28日 | イスタンブール     | ハード (室内)     | ルーシー・ハラデツカ     | マリア・キリレンコ ナディア・ペトロワ                 | 1-6, 4–6             |
| 準優勝 | 8.  | 2013年2月3日   | パリ               | ハード (室内)     | リーゼル・フーバー       | サラ・エラニ ロベルタ・ビンチ                         | 1–6, 1–6             |
| 準優勝 | 9.  | 2013年4月7日   | チャールストン     | クレー            | リーゼル・フーバー       | クリスティナ・ムラデノビッチ ルーシー・サファロバ     | 3–6, 6–7(6)          |
| 優勝   | 13. | 2013年7月14日  | ブダペスト         | クレー            | ルーシー・ハラデツカ     | ニーナ・ブラチコワ アンナ・タチシビリ                 | 6–4, 6–1             |
| 優勝   | 14. | 2013年9月7日   | 全米オープン       | ハード            | ルーシー・ハラデツカ     | アシュリー・バーティ ケーシー・デラクア               | 6–7(4), 6–1, 6–4     |
| 準優勝 | 10. | 2013年9月15日  | ケベック・シティー | カーペット (室内) | ルーシー・ハラデツカ     | アーラ・クドゥリャフツェワ アナスタシア・ロディオノワ | 4–6, 3–6             |
| 準優勝 | 11. | 2014年9月14日  | ケベック・シティー | カーペット (室内) | ユリア・ゲルゲス         | ルーシー・ハラデツカ ミリヤナ・ルチッチ＝バロニ       | 3–6, 6–7(8)          |
| 優勝   | 15. | 2014年10月4日  | 北京               | ハード            | 彭帥                     | カーラ・ブラック サニア・ミルザ                       | 6–4, 6–4             |
| 準優勝 | 12. | 2015年2月28日  | アカプルコ         | ハード            | ルーシー・ハラデツカ     | ララ・アルアバレナ マリア・テレサ・トロ・フロル       | 6–7(2), 7–5, [11–13] |
| 準優勝 | 13. | 2015年6月21日  | バーミンガム       | 芝                | ルーシー・ハラデツカ     | ガルビネ・ムグルサ カルラ・スアレス・ナバロ           | 6–4, 6–4             |
| 準優勝 | 14. | 2015年10月18日 | リンツ             | ハード (室内)     | ルーシー・ハラデツカ     | ラケル・コップス＝ジョーンズ アビゲイル・スピアーズ   | 3–6, 5–7             |
| 準優勝 | 15. | 2016年1月29日  | 全豪オープン       | ハード            | ルーシー・ハラデツカ     | マルチナ・ヒンギス サニア・ミルザ                     | 6–7(1), 3–6          |
| 優勝   | 16. | 2016年4月30日  | プラハ             | クレー            | マルガリタ・ガスパリャン | マリア・イリゴエン パウラ・カニア                     | 6–4, 6–2             |
| 優勝   | 17. | 2016年6月14日  | ノッティンガム     | 芝                | 彭帥                     | ガブリエラ・ダブロウスキー 楊釗煊                     | 7–5, 3–6, [10–7]     |
| 優勝   | 18. | 2016年9月18日  | ケベック・シティー | カーペット (室内) | ルーシー・ハラデツカ     | アーラ・クドゥリャフツェワ アレクサンドラ・パノワ     | 7–6(2), 7–6(2)       |
| 優勝   | 19. | 2016年10月22日 | モスクワ           | ハード (室内)     | ルーシー・ハラデツカ     | ダリア・ガブリロワ ダリア・カサトキナ                 | 4–6, 6–0, [10–7]     |
| 優勝   | 20. | 2017年1月7日   | 深圳               | ハード            | 彭帥                     | ラルカ・オラル オリガ・サブチュク                     | 6–1, 7–5             |
| 準優勝 | 16. | 2017年1月28日  | 全豪オープン       | ハード            | 彭帥                     | ベサニー・マテック＝サンズ ルーシー・サファロバ       | 7–6(4), 3–6, 3–6     |
| 準優勝 | 17. | 2017年2月25日  | ドバイ             | ハード            | 彭帥                     | エカテリーナ・マカロワ エレーナ・ベスニナ             | 2–6, 6–4, [7–10]     |
| 優勝   | 21. | 2017年5月5日   | ラバト             | クレー            | ティメア・バボシュ       | ニナ・ストヤノビッチ マリナ・ザネフスカ               | 2–6, 6–3, [10–5]     |
| 準優勝 | 18. | 2017年5月13日  | マドリード         | クレー            | ティメア・バボシュ       | 詹詠然 マルチナ・ヒンギス                             | 4–6, 3–6             |
| 優勝   | 22. | 2017年9月17日  | ケベック・シティー | カーペット (室内) | ティメア・バボシュ       | ビアンカ・アンドリースク カーソン・ブランスティーン   | 6–3, 6–1             |
| 優勝   | 23. | 2017年9月30日  | タシケント         | ハード            | ティメア・バボシュ       | 日比野菜緒 オクサナ・カラシニコワ                     | 7–5, 6–4             |
| 準優勝 | 19. | 2017年10月8日  | 北京               | ハード            | ティメア・バボシュ       | 詹詠然 マルチナ・ヒンギス                             | 1–6, 4–6             |
| 優勝   | 24. | 2017年10月20日 | モスクワ           | ハード (室内)     | ティメア・バボシュ       | ニコール・メリヒャル アナ・スミス                     | 6–2, 3–6, [10–3]     |
| 優勝   | 25. | 2017年10月29日 | シンガポール       | ハード (室内)     | ティメア・バボシュ       | キキ・ベルテンス ヨハンナ・ラーション                 | 4–6, 6–4, [10–5]     |
| 準優勝 | 20. | 2018年1月12日  | シドニー           | ハード            | 詹詠然                   | ガブリエラ・ダブロウスキー 徐一幡                     | 3–6, 1–6             |
| 準優勝 | 21. | 2017年5月20日  | ローマ             | クレー            | バルボラ・ストリコバ     | アシュリー・バーティ デミ・シュールス                 | 3–6, 4–6             |
| 優勝   | 26. | 2018年8月25日  | ニューヘイブン     | ハード            | バルボラ・ストリコバ     | 謝淑薇 ラウラ・シグムント                             | 6–4, 6–7(7), [10–4]  |
| 準優勝 | 22. | 2018年9月22日  | 東京               | ハード (室内)     | バルボラ・ストリコバ     | 加藤未唯 二宮真琴                                     | 4–6, 4–6             |
| 準優勝 | 23. | 2018年9月29日  | 武漢               | ハード            | バルボラ・ストリコバ     | エリーズ・メルテンス デミ・シュールス                 | 3–6, 3–6             |
| 優勝   | 27. | 2018年10月6日  | 北京               | ハード            | バルボラ・ストリコバ     | ガブリエラ・ダブロウスキー 徐一幡                     | 4–6, 6–4, [10–8]     |

## 4大大会ダブルス優勝
- 全仏オープン 女子ダブルス：1勝（2011年）
- 全米オープン 女子ダブルス：1勝（2013年）/混合ダブルス：1勝（2013年）

## 4大大会シングルス成績
略語の説明
| W | F | SF | QF | #R | RR | Q# | LQ | A | Z# | PO | G | S | B | NMS | P | NH |

W=優勝, F=準優勝, SF=ベスト4, QF=ベスト8, #R=#回戦敗退, RR=ラウンドロビン敗退, Q#=予選#回戦敗退, LQ=予選敗退, A=大会不参加, Z#=デビスカップ/BJKカップ地域ゾーン, PO=デビスカップ/BJKカッププレーオフ, G=オリンピック金メダル, S=オリンピック銀メダル, B=オリンピック銅メダル, NMS=マスターズシリーズから降格, P=開催延期, NH=開催なし.
| 大会           | 2006 | 2007 | 2008 | 2009 | 2010 | 2011 | 2012 | 2013 | 2014 | 2015 | 2016 | 通算成績 |
| -------------- | ---- | ---- | ---- | ---- | ---- | ---- | ---- | ---- | ---- | ---- | ---- | -------- |
| 全豪オープン   | A    | A    | A    | A    | LQ   | 2R   | 1R   | 1R   | LQ   | LQ   | LQ   | 1–3      |
| 全仏オープン   | A    | LQ   | A    | A    | LQ   | 1R   | LQ   | 1R   | LQ   | 1R   | LQ   | 0–3      |
| ウィンブルドン | A    | LQ   | A    | A    | 2R   | 2R   | 2R   | 1R   | 1R   | LQ   | LQ   | 3–5      |
| 全米オープン   | LQ   | LQ   | A    | LQ   | LQ   | LQ   | 4R   | LQ   | LQ   | LQ   | A    | 3–1      |